# Zivilrichter
Der Zivilrichter ist Inhaber eines öffentlichen Amtes bei einem Gericht, der Aufgaben der Rechtsprechung im zivilrechtlichen Bereich wahrnimmt. Er ist ein Richter, der die Fälle im Bereich Zivilrecht (so genannte Zivilsachen) bearbeitet. In manchen Gerichten gibt es Zivilsenate (Spruchkörper bei dem Oberlandesgericht und dem Bundesgerichtshof) oder  Abteilungen für Zivilsachen (zum Beispiel, im Obersten Gericht Litauens, im Appellationsgericht Litauens, in den Bezirksgerichten).  